# Бабчук Емма Антонівна
Е́мма Анто́нівна Бабчу́к (нар. 10 травня 1942, с. Жорнище, нині Іллінецького району Вінницької області) — українська журналістка, публіцистка. Заслужена журналістка України (1994).

## Життєпис
Батько Білаш Антон Трифонович (1909—1944) — військовослужбовець. Мати Поліна Василівна (1914—1991) — учителька молодших класів.
У першому класі сиділа за партою з ровесником Степаном Ганжею, тепер Заслуженим майстром народної творчості України.
Редакторка 2-х платівок «Співає Тернопілля» (1972). У радіопередачах розповідала про текстильників Тернополя (1973), У. Лендюк та її хор-ланку (1977), тернопільців — Олега Германа, Анатолія Горчинського, Володимира Барну, Єфрема Гасая, Лесю Романчук, її маму Лідію Романчук та інших.
Чоловік Володимир Гордійович (1940) — доцент катедри вищої математики в Інституті сухопутних військ у Києві. Дочка Ольга (1974) — філологиня, журналістка, працює в Національній радіокомпанії України (зараз — UA: Українське радіо).

## Нагороди
- журналістська премія «Ніка» (1998);
- міжнародна премія ім. Пилипа Орлика (1998);
- Літературно-мистецька премія імені Володимира Забаштанського (2022).[3]